# Johannes Falkenberg (Schauspieler)
Johannes Falkenberg (* 1963) ist ein deutscher Schauspieler.
Seine Ausbildung zum Schauspieler erhielt er in München am Artemis Studio. Er spielte im Kino den erektionsgestörten Tantra-Mann in Sven Unterwaldts Ralf-König-Verfilmung Wie die Karnickel. Johannes Falkenberg spielte in den Fernsehfilmen (Sommerloch, Tigermännchen sucht Tigerweibchen, Ein unmöglicher Mann, Therapie und Praxis, Der Tod ist kein Beweis) und in Gastrollen der Fernsehserien Der Bulle von Tölz, Siska, Mit Herz und Handschellen und Lindenstraße.

## Filmografie (Auswahl)
1999: Dr. Stefan Frank – Der Arzt, dem die Frauen vertrauen – Bis ans Ende der Nacht